# Solatia pacis
Solatia pacis (tj. česky Potěšení z míru či Radosti z míru) je česká zpěvohra z 18. století. Zachoval se k ní pouze opis libreta, hudba se nedochovala, a ani totožnost autora, který je na rukopise označen iniciálami „A. B. M. z Gl.“, nebyla rozluštěna.

## Charakteristika
Jediný rukopis zpěvohry nalezl roku 1891 v archivu hraběcího rodu Černínů v Jindřichově Hradci historik Josef Kalousek a otiskl jej v rámci studie Dvoje rýmované skládání o věcech sedlských v 65. čísle Časopisu Muzea království českého. Zpěvohra oslavuje uzavření míru s Pruskem a podle dobových narážek určil Kalousek její vznik na rok 1763, po Hubertusburském míru, zatímco Tomislav Volek v 60. letech 20. století kladl vznik díla do 40. let 18. století, tj. po Berlínském míru (1742) nebo pravděpodobněji Drážďanském míru (1745).
Podle poznámek v textu se zpěvohra dělí na recitativy, čtyři árie (jedna z nich je duet a jedna tercet), dvě ariety a závěrečný chorus, tj. trojzpěv všech tří postav. Toto členění však není z textu zcela zřetelné a autor zřejmě usiloval o větší integraci jednotlivých úseků do větších scén. Ačkoliv všechny tři postavy jsou mužské, partie chalupníka měla být zpívána ženským nebo chlapeckým hlasem (altem).
Námětem zpěvohry jsou utrpení, která nese válka venkovskému obyvatelstvu – ani ne tak přímo v podobě válečných událostí, jako spíše nepřímo v podobě mimořádných dávek, rekvizic a povinného ubytování vojska (kvartýru), které přicházejí navíc k již tak tíživým poddanským povinnostem. Současně ve třech postavách zachycuje sociální rozložení venkova: rychtář se snaží prostředkovat mezi vrchností (respektive státem) a poddanými, mezi jejichž nejbohatší zástupce sám patří, sedlák nese zvláště těžce hospodářská břemena, chalupník pak protestuje nejradikálněji. Hádka, v níž se tito tři navzájem trumfují, zobrazuje humorným, ale ne zlomyslným způsobem jejich stavovskou hrdost. Zpěvohra končí loajální oslavou míru a stávajícího světského pořádku. Jazyk skladby je dramatický a výrazný, ale v zásadě spisovný (na rozdíl od mnoha jiných českých zpěvoher ze stejné doby); Josef Kalousek se ostatně domníval, že autorem byl někdo z vyšších stavů.

## Osoby
- Lichtář (= rychtář) – bas
- Sedlák – tenor
- Chalupník – alt[5]

## Děj zpěvohry
Lichtář přichází k sedlákovi a chalupníkovi a pobízí je, aby pospíšili s dílem – totiž s odvody daní a poddanských dávek –, jinak budou zase potíže (recitativ Sousedi, co děláte). Sedlák si stěžuje na Landiburka (= Branibora), jehož vinou jsou každý den nové daně a trampoty a přitom roboty (arieta Nešťastný Landiburk je příčina). Lichtář mezitím vypočítává, co je všechno třeba odvést. Domnívá se, že je lepší vše požadované včas odevzdat a mít pokoj, sedlák je však přesně opačného názoru (árie-duet Lepší jest, když my to dáme / Lepší jest, když nic nedáme).
Chalupník vyjadřuje pochybnost nad tím, jak lichtářové sběr daní a odvody zvládají a zda si sami nepřilepšují, sedlák se k němu přidává a rozhovor přejde ve slovní potyčku tří stavů (recitativ Slyšte lichtáři, naši vůdci… Jako jsem lichtářem v obci naší a árie-tercet Dávno-li pak jste tak velkým pánem). Sedlák se snaží rozvaděného lichtáře a chalupníka zastavit a sděluje jim, že právě přišla zpráva o míru. Sedlák se raduje, že zvláštní daně pominou (arieta Budeme mít radovánky). Lichtář se chlubí, že o tom věděl již pět neděl, ale nic neřekl. Chalupník mu to vyčítá, ale rovněž se raduje (árie Koupím já sobě boty).
Lichtář blahosklonně ukládá poddaným, aby chválili Boha, platili daně královně, ctili své představené a ubytovávali vojsko bez reptání. I on chválí mír (árie Lepší jest v pokoji mísa kaše, nežli ve vojně husa, prase). Na závět všichni tři vzdávají chválu Bohu a modlí se za císařovnu (sbor Tebe Boha chválíme).